# Самарское (Восточно-Казахстанская область)
Сама́рское (каз. Самар) — село в Самарском районе Восточно-Казахстанской области Казахстана. Административный центр Самарского района и Самарского сельского округа. Находится в 145 км от Усть-Каменогорска. Код КАТО — 635063100.

## История
Село было основано в 1907—1908 годах и получила название Самарка, так как его первыми жителями были переселенцы из Самарской губернии.
В 1928—1930 и 1935—1997 годах село являлось административным центром упразднённого Самарского района.
В 1964 году село Самарка было переименовано в Самарское.

## Население
В 1999 году население села составляло 7529 человек (3696 мужчин и 3833 женщины). По данным переписи 2009 года в селе проживало 6526 человек (3086 мужчин и 3440 женщин).